# カーシナ
カーシナ（伊: Cascina）は、イタリア共和国トスカーナ州ピサ県にある都市であり、人口約45,000人の基礎自治体（コムーネ）。
ピサ市に隣接し、ピサ市に次いで県内第二位のコムーネ人口を有する。重力波観測のための施設であるヨーロッパ重力観測所およびVirgoは当地に所在する。

## 地理

### 位置・広がり
ピサ県北西部に位置する。

#### 隣接コムーネ
隣接するコムーネは以下の通り。括弧内のLIはリヴォルノ県所属を示す。
- カルチナーイア
- コッレサルヴェッティ (LI)
- カシャーナ・テルメ・ラーリ (ラーリ)
- クレスピーナ・ロレンツァーナ (クレスピーナ)
- ピーザ
- ポンテデーラ
- サン・ジュリアーノ・テルメ
- ヴィコピザーノ

### 地勢
- アルノ川

### 気候分類・地震分類
カーシナにおけるイタリアの気候分類 (it) および度日は、zona D, 1853 GGである。
また、イタリアの地震リスク階級 (it) では、zona 3 (sismicità bassa) に分類される。

## 行政

### 分離集落
カシーナには以下の分離集落（フラツィオーネ）がある。
- Arnaccio, Casciavola, Laiano, Latignano, Marciana, Montione, Musigliano, Navacchio, Pettori, Ripoli, San Benedetto, San Casciano, San Frediano a Settimo, San Giorgio a Bibbiano, San Lorenzo a Pagnatico, San Lorenzo alle Corti, San Prospero, San Sisto al Pino, Santo Stefano a Macerata, Titignano, Visignano, Zambra

## 姉妹都市
- Umm Dreiga、サハラ・アラブ民主共和国
- ゼーブニッツ（ドイツ語版）、ドイツ
- Saliès、フランス